# Лаврийские рудники

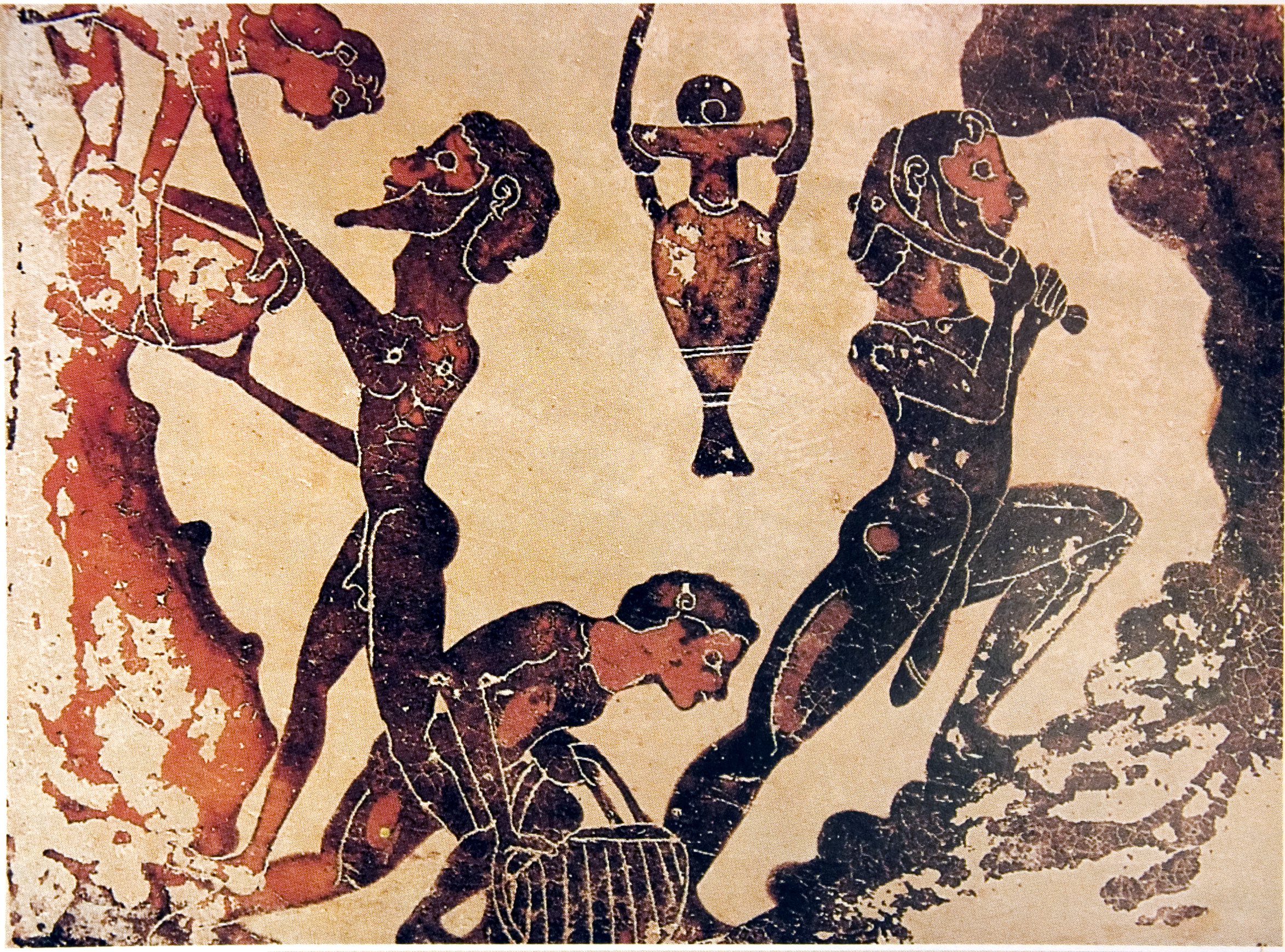
Добыча серебряных руд на рудниках Лавриона. V век до н. э. Рисунок на вазе

Лаври́йские рудники́, Ла́врионские рудники (греч. Μεταλλεία Λαυρίου) — рудники в Греции, одно из наиболее крупных в эпоху античности месторождений серебра (серебросодержащих полиметаллических руд). Название получило по месту нахождения — на горе Лаврион или Лаврий (др.-греч. Λαύριον, Λαύρειον, Λαύρεον, лат. Laurium), на юго-востоке Аттики, недалеко от мыса Сунион. Название Лаврион происходит от др.-греч. λαύρα «проход, ущелье» и связано с Лаврийскими рудниками.

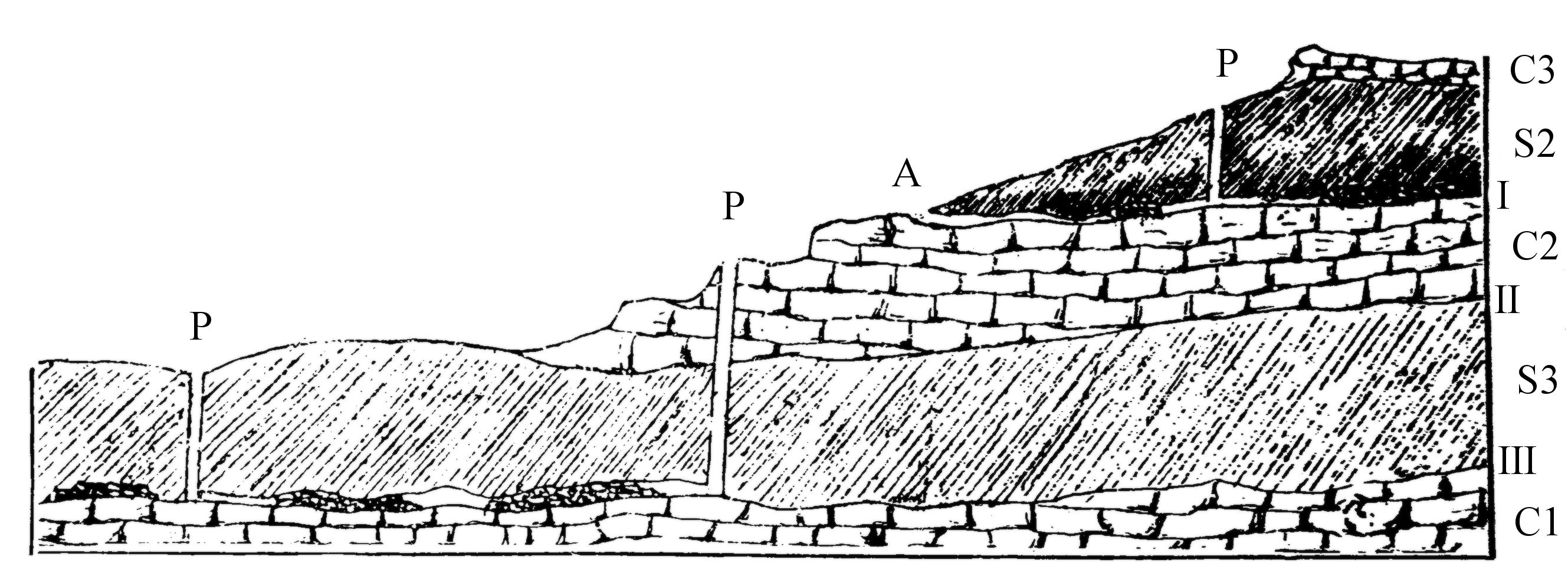
Упрощенная схема геологического строения Лаврийских рудников: C3 — верхний известняк; S2 — верхний сланец; C2 — верхний мрамор; S3 — нижний сланец; C1 — нижний мрамор; I — первый контакт; II — второй контакт; III — третий контакт

Оруденение (присутствие в горной породе рудных минералов) развито в контактовой зоне мраморов и сланцев c гранодиоритами, в меньшей степени приурочено к интрузивам. Есть смешанные сульфидные руды свинца, цинка, железа и меди. Основные рудные минералы: серебросодержащий галенит, сфалерит, пирит, халькопирит, герсдорфит, марказит и другие сульфиды. Многие участки обогащены серебром. Минералами-концентраторами серебра на Лаврионе являются галенит (сульфид свинца(II)) и смесь медистых сульфосолей теннантита (медный арсенид-сульфид) и тетраэдрита (медный антимонид-сульфид) — так называемый фалорит.

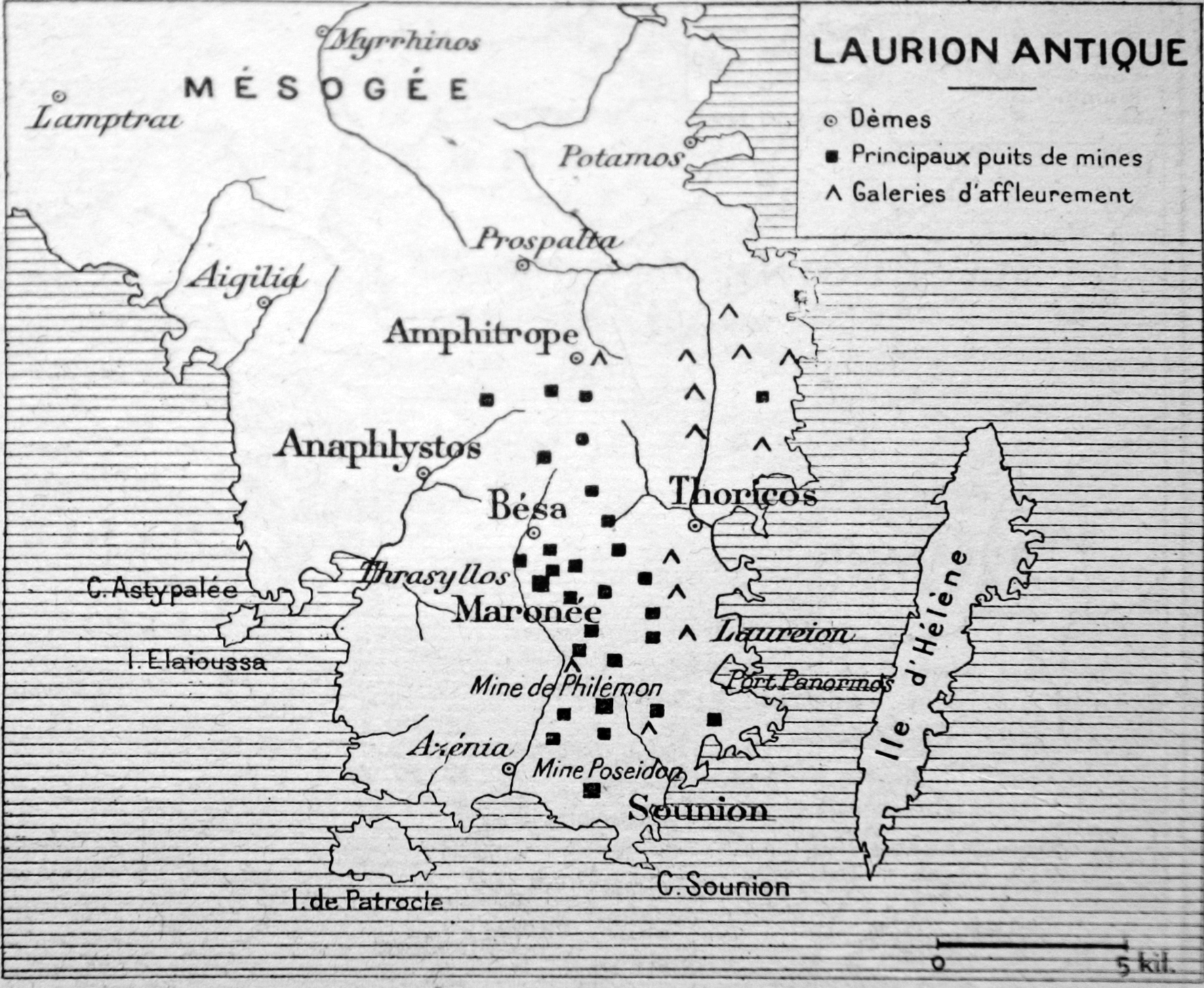
Карта расположения исторических памятников Лаврийских рудников

Древние выработки отмечены на площади около 200 квадратных километров. В настоящее время известно более тысячи шахтных стволов и штолен, достигающих глубины 119 метров (преимущественно 25—55 метров). Древние стволы имеют прямоугольное или квадратное сечение менее 2 метров в поперечнике, с очень гладкими стенами. Встречаются строго вертикальные, витые, зигзагообразные, наклонные стволы. Узкие галереи (шириной 50-60 см, 60-90 см в высоту) общей длиной 120—150 километров расположены на шести уровнях и занимают несколько десятков гектаров. Шахты относятся к классическому периоду.

## История
Эксплуатация Лаврийских рудников началась, по-видимому, в конце 4-го тысячелетия до н. э. (это начало приурочивают к дему Форик), хотя твёрдых доказательств столь ранней добычи нет: следы её уничтожены при разработке рудников в последующие эпохи. Лаврийские рудники определенно уже использовались в эпоху ранней бронзы (3-е тысячелетие до н. э.). В 1954 году археолог Димитриос Теохарис раскопал медеплавильную печь раннего бронзового века в Рафине, недалеко к северу от Лавриона. Лаврийские рудники были основным источником меди в поздний бронзовый век. В минойский период в Лаврийских рудниках добывались и экспортировались серебро, медь и свинец.

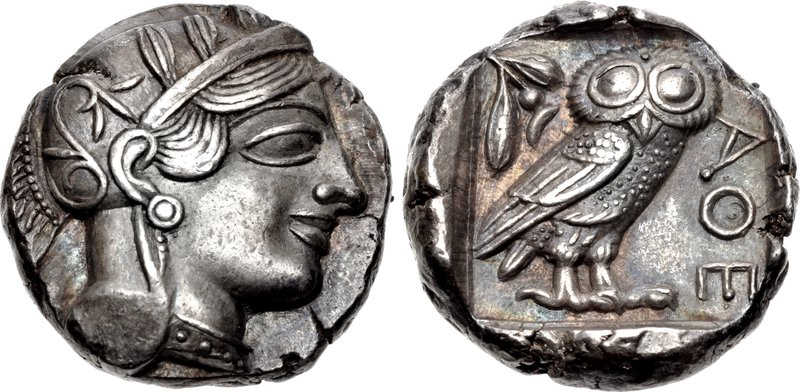
Афинская тетрадрахма, около 490 года до н. э.

С VI века до н. э. Лаврийские рудники находились в собственности Афинского государства.При этом они сдавались на откуп частным предпринимателям специальными должностными лицами по сдаче на откуп государственных доходов, «полетами» (др.-греч. πωλητής). Полетов было десять, по одному от каждой филы. Сохранились надписи полетов с 367 по 307 годы до н. э., содержащие условия аренды. Рудники могли сдаваться в аренду на срок 3, 7 и 10 лет. В основном именно из серебра Лаврийских рудников Афины чеканили монету, которая на протяжении веков пользовалась большим авторитетом в античных и древневосточных государствах, скорее всего, часть серебра и свинца поступала на экспорт. Доходы от Лаврийских рудников долгое время были основой финансовой системы Афин. Часть доходов шла в казну, а часть распределялась между полноправными афинскими гражданами.
В V веке до н. э. открыты богатые рудные залежи в области Маронея (Μαρώνεια, ныне Айос-Констандинос. Перед началом второй греко-персидской войны, в 483 г. до н. э., Афинское государство имело в распоряжении около ста талантов (2,5 тонны) серебра. Геродот сообщает, что Фемистокл предложил не делить серебро среди граждан, а построить на эти средства флот. В 480 году до н. э. в битве при Саламине Афины имели 200 триер, стоимостью 2 таланта каждая, из всех 314 греческих кораблей. Победа при Саламине и, впоследствии, возвышение Афин и Делосского союза являются прямым следствием этого решения.
Максимальный уровень производства приходится на V—IV вв. до н. э. B V—IV вв. до н. э. на Лаврийских pудниках ежегодно выплавляли не менее нескольких тысяч тонн свинца и 10 тонн серебра. Основной рабочей силой в Лаврийских рудниках были рабы, численность которых в V—IV вв. до н. э. оценивается от 20 до 35 тысяч человек. Проходку вели в основном c помощью бронзовых, a затем главным образом железных кирок, молотков, зубил и клиньев. Ha поверхность руду поднимали по деревянным лестницам в кожаных мешках. Обнаружены следы сухого и мокрого обогащения руд. Плавку руд проводили на месте. Серебро извлекали методом купелирования. В глубоких шахтах (до 110 метров) рабы вручную вырубали породу, которая на поверхности дробилась и промывалась, затем здесь же осуществлялась выплавка металла. Тяжёлые условия труда и высокая концентрация рабов в Лаврийских рудниках привели в конце II века до н. э. к одному из самых крупных восстаний рабов. Афиней сообщает о восстании рабов в 130-х годах до н. э.
По указанию Ксенофонта ежегодный доход от Лаврийских рудников во время Пелопоннесской войны равнялся 1000 талантов. После взятия спартанцами Декелей в ходе Декелейской войны (413 год до н. э.) многие работавшие в шахтах рабы бежали в спартанский лагерь. Поражение Афин в Пелопонесской войне во многом предопределено потерей ими контроля над Лаврионом.
Древнегреческий историк Ксенофонт писал о Лаврионе:
Что рудники очень давно разрабатываются, всем известно, и никто не пытается даже определить, с какого времени приступили к этому.
На рубеже VII—VI вв. до н. э. разведочными шахтами разведаны нижние рудные залежи, что сделало Лаврион главной драгоценностью Аттики. Раскрытие рудного тела обычно осуществляли следующим способом. По четырем углам отведённого рудного поля сооружали четыре ствола. После пересечения вертикальными выработками рудоносной жилы, проявляли её положение в недрах и закладывали штольни и штреки. Поскольку залежи галенита не имели правильной формы (не залегали в горизонтальной плоскости), то выработки сооружались со сменными (вниз и вверх) наклонными направлениями, что было возможным благодаря отсутствию значительного водопритока. Для скорейшего обнаружения богатых рудных тел по жильному контакту проходили опережающее разведочные штреки (этот метод внедрен с V века до н. э.).
В отдельных выработках (на самых опасных участках) применяли деревянные стойки или рамы. Большие рудные тела разрабатывали камерным способом, причем отдельные камеры достигали объемов десятков тысяч кубических метров. При отработке значительных рудных линз для обеспечения устойчивости кровли сооружали опорные конструкции из каменной кладки.
Общее количество вертикальных стволов достигало 2 тыс., А их глубина была обычно от 35 до 120 м. Размеры прямоугольных сечений шахтных стволов находились в пределах от 1,3×1,9 до 1,9×2 м. Значительная часть вертикальных выработок пройдены только с целью разведки (обнаружены многочисленные стволы, которые не попали на рудную линзу или жилу, и оставлены без околоствольных выработок). Ксенофонт отмечал:
Ведь тот, кто найдёт хорошую разработку, становится богатым, а тот, кто не найдёт, теряет всё, что затратил. Так вот, на этот риск не очень-то хотят идти нынешние горнопромышленники.
В IV—III вв. до н. э. добыча в Лаврийских рудниках уменьшается вследствие истощения, военных действий в Аттике и притока сокровищ из завоеванной Персии, сделавших добычу местного серебра менее актуальной и прибыльной. В I веке до н. э. Афины приходят в упадок, доходы от Лаврийских рудников становятся незначительными, монетный двор работает редко, а местность обезлюдела.
К концу I века до н. э. рудники были исчерпаны, и афиняне начали переплавку старых шлаков с целью извлечения металла. В I веке н. э. Лаврийские рудники заброшены. Страбон сообщает, что рудники полностью исчерпаны, но удается еще извлекать некоторое количество чистого серебра из старых шлаков и отвалов. Павсаний сообщает о рудниках, как об ушедших в прошлое.
B конце концов, горные работы вообще прекратились во II веке н. э., потому что, во-первых, добыча, достигнув глубины 100 м, натолкнулась на воду в галереях, во-вторых, римлянам было очень трудно обрабатывать руду и, в-третьих, римляне начали эксплуатировать богатые месторождения серебра в Испании.
Близ Лаврийских pудников обнаружены огромные отвалы шлаков и пустой породы. Общий объём извлечённой на поверхность породы около 100 млн тонн. По оценке специалистов, в Лаврионе в античную эпоху было выплавлено около 1200 тонн серебра и 400 тысяч тонн свинца. Имеются следы более поздних разработок римского времени (II век до н. э. — V век н. э.), a также периода Византии (VI—XIII вв.). Есть сообщения, что серебро из Лаврийских рудников использовано в VI веке для украшения собора Святой Софии в Константинополе.

## Лаврийские рудники в XIX—XX вв

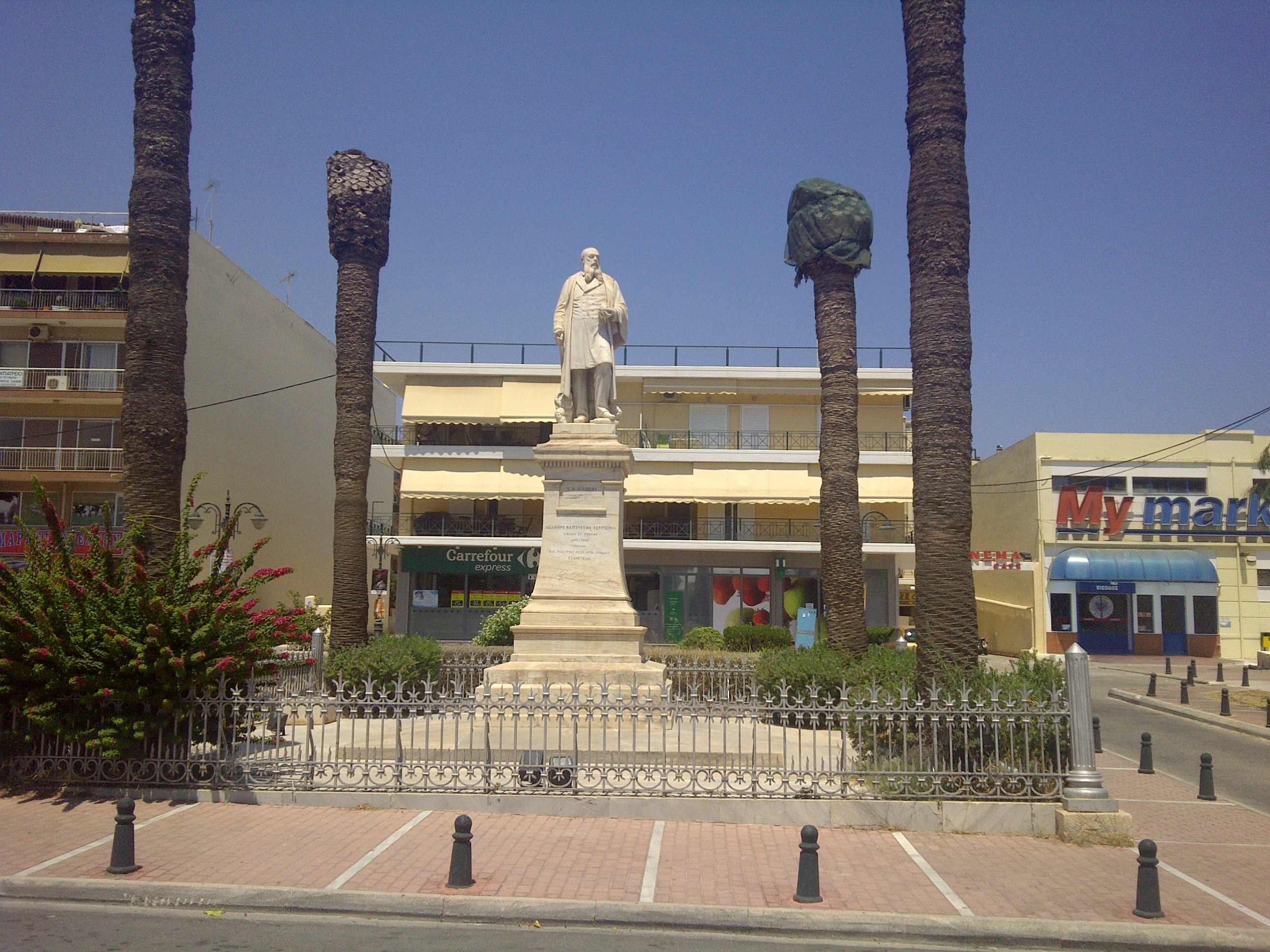
Статуя Джованни Баттиста Серпьери на центральной площади Лавриона. Скульптор Георгиос Врутос, 1899

В 1860 году горный инженер Андреас Корделас (Ανδρέας Κορδέλλας, 1836—1909) посетил Лаврион и написал записку в министерство развития Греции о возможности переработки древних шлаков с целью извлечения серебра.
Итальянский бизнесмен Джованни Баттиста Серпьери (1815—1887), сын сардинского горнопромышленника посетил область Лаврийских рудников, познакомился с Корделасом и его отчётом в октябре 1863 года и основал в 1864 году вместе с банкиром Иларионом Ру (Hilarión Roux, 1819—1898) из Марселя компанию Serpieri, Roux de Fraissinet et Cie. Компания получила в апреле 1864 года концессию от министерства финансов Греции. В 1865 году компания Serpieri, Roux de Fraissinet et Cie возобновила на базе древних гигантских шлаковых отвалов получение металла. Тогда же начались археологические изыскания.
Компания Serpieri, Roux de Fraissinet et Cie была крупнейшей компанией Греции в то время, в которой работало 1200 рабочих, имелось 18 испанских низких шахтных печей типа «castellano», большая токарная мастерская и собственный локомотив. Компания занималась выплавкой серебросодержащего свинца (произведено 60 тысяч тонн) из шлаков и бедных руд (переработано 850 тысяч тонн).
Но у компании было только разрешение разрабатывать новые рудные месторождения, а не древний шлак. Политический вопрос о шлаке Лаврийских рудников, занимавший греческое правительство и парламент в 1869—1875 годах получил название «Лавриака» (Λαυριακά ή Λαυρεωτικά). Соглашение достигнуто в 1873 году при премьере Эпаминондасе Делигеоргисе, когда Андреас Сингрос из Константинополя выкупил компанию и переименовал её в The Lavrion Metallurgical Company. В 1875 году Серпьери основал французскую компанию Compagnie Française des Mines du Laurium. Компания Серпьери построила шахту в Камаризе (ныне Айос-Констандинос).
B XIX веке 7 млн тонн так называемой пустой породы и 1,5 млн кубических метров древних шлаков использованы для извлечения из них свинца, серебра и цинка. Небольшое село Эргастирия выросло до города с населением 10 000 жителей. В 1908 году (ΦΕΚ 28Α) город переименован в Лаврион. Обе компании владели домами и магазинами. Они также заботились о школах и церквях города, а также об аптеках и больничном лечении рабочих.
Греческая компания была первой в Греции, которая использовала электричество, телефон и другие современные технологии. Она также построила железную дорогу Лаврион — Айи-Анарьири (1882—1885). Компания работала до 1917 года, когда древние шлаки были исчерпаны.
Французская компания работала до 1983 года, затем продана британской компании, которая не стала продолжать добычу металла.

## Подводные исследования

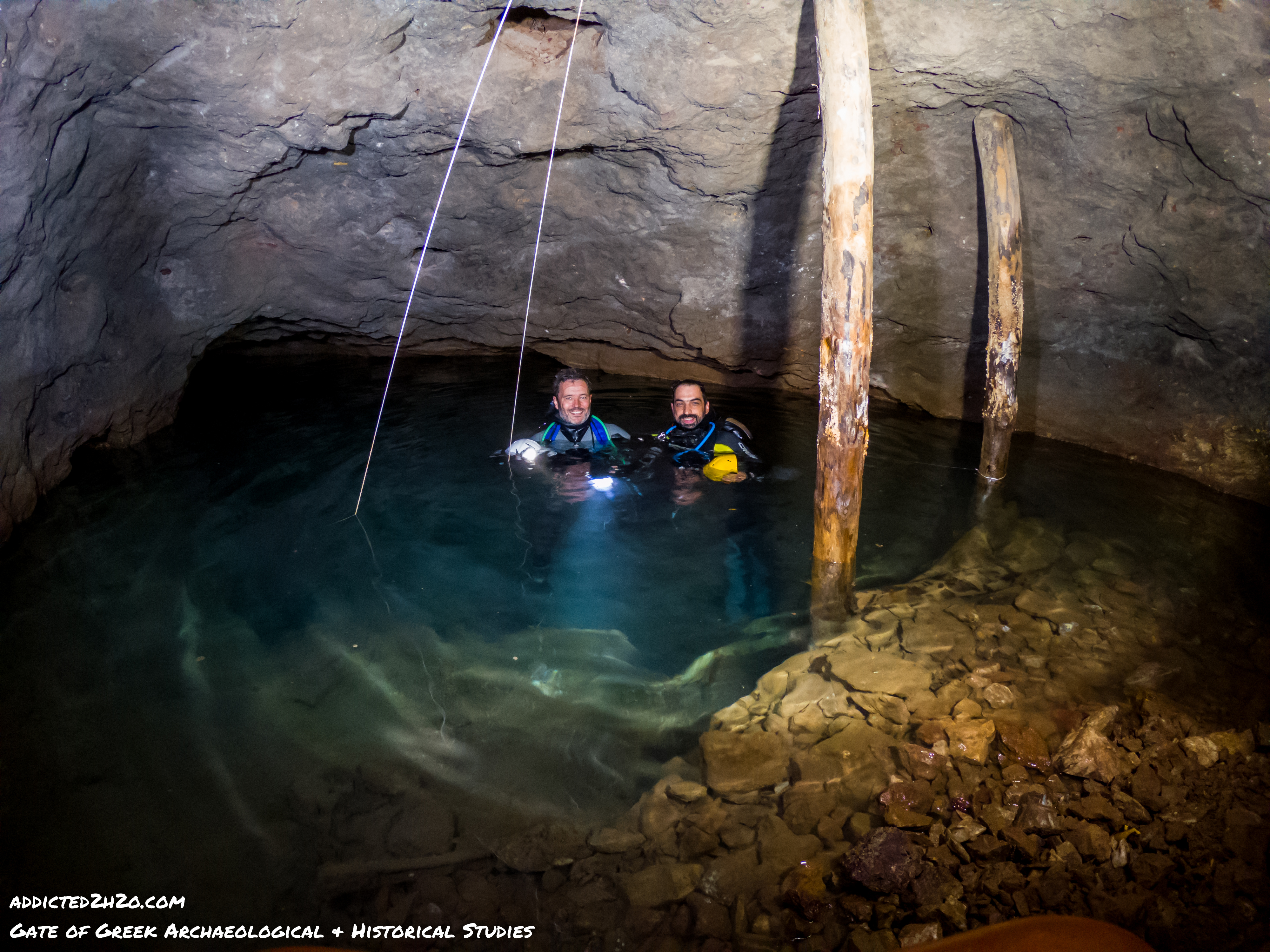
Дайверы Эррикос Кранидиотис и Стелиос Стаматакис после окончания погружения.

В одной из таких шахт после завершения работ и их закрытия приток воды из водоносного горизонта затопил галереи и полностью «запечатал» более глубокий уровень. Группа туристов «Греческие ворота» обнаружила затопленный участок. В сотрудничестве с пещерными дайверами Эррико Кранидиотисом и Стелиосом Стаматакисом в июле 2019 года проведено исследовательское погружение и впервые снята на видео затопленная часть шахт.
После сложного спуска к шахтным галереям, по крайней мере, в 500 метрах от входа, водолазы достигли затопленного участка, «озера», как его называют в группе. По сути, это большая просторная камера, не менее 10 метров в длину и 5 метров в ширину, ведущая к затопленным галереям.
Под водой шахта продолжает свой путь в лабиринте галерей. Многие входы в галереи украшены деревянными колоннами. Вода пресная, температура 20 °C.
В июле и августе 2019 года группа ныряла на двух других рудниках, Плака и Шахта 145. Затопленные галереи на этих двух рудниках полностью изучены.